# Blue Devil
Blue Devil (Daniel Cassidy) es un personaje de ficción, un superhéroe que aparece en material publicado por DC Comics. Apareció por primera vez en un inserto especial publicado en Fury of Firestorm # 24 (junio de 1984). Esa historia llevó directamente a Blue Devil # 1, también portada fechada en junio de 1984. Fue creado por Dan Mishkin, Gary Cohn y Paris Cullins. El cómic Blue Devil se publicó en 32 números y Blue Devil luego apareció como un personaje regular en Shadowpact que se publicó en 25 números.
Dan Cassidy trabajaba como doble de acción y efectos especiales especialista en Hollywood cuando creó el traje de cuerpo completo del diablo azul, completa con un sistema incorporado en el exoesqueleto, diseñado específicamente para el bienestar de la película Blue Devil producido por Verner Brothers Studios.
Durante el rodaje de The Blue Devil el demonio Nebiros se desató accidentalmente desde el interior de un templo antiguo y, pensando que Cassidy era un demonio real, trató de drenar sus poderes demoníacos con explosiones de magia. En cambio, las explosiones unieron permanentemente el traje a Cassidy. Esta fusión antinatural de magia y tecnología hizo que Cassidy experimentara eventos inusuales y llamara la atención de seres de otro mundo, una condición conocida en los círculos ocultistas como un "imán de rarezas".
Horrorizado ante la perspectiva de quedarse atrapado en el traje para siempre, Cassidy buscó formas de separarse de él, convirtiéndose en un superhéroe reacio en el camino.
Cassidy finalmente se transformó en un demonio real después de hacer un trato con el demonio Neron. Lamentando el trato, Blue Devil decidió luchar contra el mal oculto, a menudo junto con los otros miembros de Shadowpact.
El tridente original de Cassidy era un dispositivo mecánico que él mismo diseñó pero, después de convertirse en un demonio real, adquirió el mágico "Tridente de Lucifer" para ayudar a combatir los demonios.
Blue Devil apareció en episodios de la caricatura de Liga de la Justicia Ilimitada, así como una breve aparición en el programa Young Justice. Cassidy fue interpretado por Ian Ziering en la serie de televisión Swamp Thing para DC Universe.

## Biografía ficticia del personaje
Daniel Patrick Cassidy es un asistente de efectos especiales y especialista contratado para crear y reproducir el personaje principal en la película Blue Devil. Con ese fin, Cassidy crea un disfraz de cuerpo completo con un exoesqueleto oculto y dispositivos de efectos especiales integrados. Cuando dos de sus coprotagonistas liberan accidentalmente a un demonio llamado Nebiros, Cassidy usa su disfraz para hacer retroceder al demonio, no antes de ser atacado con energía mística. Después de la pelea, Cassidy descubre que la explosión ha injertado permanentemente el disfraz de Blue Devil en su cuerpo.
Al poco tiempo, Cassidy se vio involucrado en diversas aventuras y conflictos con supervillanos puesto que su nuevo estatus lo había convertido en un «imán de rarezas». Pese a que nunca dejaba de buscar el modo de lograr quitarse el traje, Cassidy comenzó a disfrutar de su nueva vida y ajustarse cada vez más a su papel de superhéroe al punto de aceptar un puesto como miembro de la Liga de la Justicia de América. Gana un compañero cuando Eddie Bloomberg, su antiguo ayudante y devoto fan, diseña un traje similar al suyo para aventurarse como Kid Devil. Finalmente, se muda a "La Casa de las Rarezas" con Cain el Cuidador como su superintendente.

### Transformación en demonio y alianzas posteriores
Blue Devil estaba en búsqueda de más fama y emociones cuando el demonio Nerón se puso en contacto con él. Nerón, conocido por sus tratos faustianos con héroes y villanos, le ofreció a Cassidy hacerlo famoso como actor a cambio de un acto de destrucción en forma de pago. Como Nerón lo envió a destruir una estación eléctrica sin personal y en medio del desierto, Cassidy accedió por creer que se trataba de un acto relativamente inofensivo; pero esto sin querer provocó la muerte de Marla Bloom, la tía de Eddie y mejor amiga de Cassidy, y la historia de su terrible pérdida personal hizo que lluevan ofertas sobre Cassidy para filmar películas.
Blue Devil se enfrentó a Nerón y consiguió desarticular algunos de los planes a corto plazo del demonio a costo de su propia vida. No obstante, la muerte de Cassidy resultó ser algo temporal, ya que volvió a la vida como un demonio verdadero. Irónicamente, Cassidy había sido un católico devoto, pero ahora era despreciado por la Iglesia Católica y no podía poner un pie dentro de terreno consagrado. Años más tarde, Nerón logró poner a Eddie Bloomberg en contra de su antiguo ídolo, destruyendo su amistad y confianza al parecer para siempre, y condenando a Eddie al Infierno en el futuro y a Cassidy a toda una vida de remordimiento.
Blue Devil volvió a unirse a la Liga de la Justicia hasta su segunda muerte a manos de Niebla, quien lo bañó con agua bendita. Los huesos de Blue Devil fueron recuperados por Sebastian Fausto y este, mucho después, consiguió devolverle la vida para ayudar a encender nuevamente el fuego del Infierno durante el argumento de Day of Judgment (Día del juicio). Con la oportunidad de enfrentar a Nebiros y su tridente mágico que aparentemente recibió del mismísimo Rey de las Mentiras, Blue Devil contuvo a Nebiros y le quitó el tridente, lo que permitió que Firestorm pudiese dar el golpe definitivo mientras que, en la Tierra, los demás Centinelas de Magia salvaban el mundo.
Luego, Blue Devil se unió a los Centinelas, convirtiéndose en compañero de Faust, lo cual creó una situación muy tensa. En un aparente acto de amabilidad, Faust le otorga su libertad al devolverle su último hueso faltante. Blue Devil sacrificar su vida una vez más durante un combate con Hermes Trismegistus; pero como demonio que es, vuelve a la vida con la misión de recorrer la Tierra con el Tridente de Lucifer para devolver al Infierno a todos los demonios escapados.

### Un año después
Un año después, Blue Devil trabaja como portero en el bar "Oblivion", un sitio interdimensional para seres mágicos, y es reclutado por Ragman, Encantadora) y el Detective Chipancé para enfrentar al Espectro (véase Día de venganza).

## Poderes y habilidades
Incluso antes de convertirse en Blue Devil, Dan Cassidy era un artista marcial y acróbata altamente capacitado. Su traje incluía chalecos antibalas de Kevlar, amplificadores visuales y auditivos, equipo de radio, mini branquias que permitían la respiración bajo el agua y servomotores que aumentaban su fuerza al menos veinte veces. Después de ser injertado en el cuerpo de Cassidy, el disfraz se volvió orgánico y ganó la capacidad de autorrepararse a un ritmo extremadamente rápido (efectivamente un factor de curación). Las habilidades de Cassidy parecen haber cambiado poco por su transformación en un demonio real.
En su encarnación actual, Blue Devil todavía posee cierto grado de fuerza sobrehumana, capaz de enfrentarse cara a cara con seres como Eclipso, y noquear a una Enchantress borracha de poder de un solo golpe. También es notablemente resistente al daño físico, evidenciado cuando Eclipso lo lanzó a una distancia de aproximadamente 500 pies hacia arriba, ni siquiera necesitó tiempo para recuperarse antes de levantarse y regresar a la pelea.
Originalmente, Blue Devil empuñaba un tridente de su propio diseño que incluía, entre otras cosas, motores de cohetes capaces de transportar a dos personas a altas velocidades. Ahora lleva el Tridente de Lucifer, que le permite encontrar demonios en la Tierra y desterrarlos al Infierno. Durante una batalla con Eclipso y el Espectro, el tridente fue arrojado al océano; Fue recuperado poco después por Aquaman, quien se lo devolvió a Cassidy, y mucho más tarde se lo dio a Jack of Fire.
Reanudando brevemente su cuerpo humano con un exotraje más poderoso, Jack of Fire le devuelve su tridente y sus poderes demoníacos, pero como un "demonio con alma".
El apartamento de Dan en Metropolis se conecta a California a través de un armario que se abre a la Casa del Misterio de Cain. Al cruzar la casa, puede viajar de la costa este a la costa oeste en momentos.

## Otras versiones

### Kingdom Come
En Kingdom Come, hay un personaje de fondo llamado Blue Devil II, un demonio de piel índigo con alas que se basó visualmente en el demonio Chernabog de la película de Disney Fantasia.

### Tangent Comics
En el one-shot de 1997 de Tangent Comics, Sea Devils, Blue Devil presta su nombre a la marca de cerveza que se sirve en el pub The Black Pirate en New Atlantis. También se ve a un cliente del pub con una camiseta Blue Devil.

## En otros medios

### Televisión

#### Animación
- Blue Devil apareció en algunos episodios de Liga de la Justicia Ilimitada, con la voz de Lex Lang, quien no fue acreditado por el papel. Se desempeña principalmente como un personaje de fondo con apariciones cameo que no hablan. Solo habló en el episodio final de la serie "Destroyer", donde tenía una línea para gritar a todos que fueran a los Javelins.
- Blue Devil hace un cameo sin hablar en el episodio de Young Justice, "Revelation". Se le muestra ayudando a Flash y al Capitán Átomo a prevenir una fusión nuclear causada por gigantescas plantas en movimiento. En "Agendas", Blue Devil es considerado como miembro de la Liga de la Justicia, pero es rechazado. En el final de la segunda temporada "Endgame", se le ve con la Liga de la Justicia conspirando para sabotear la tecnología Reach para destruir el mundo. Aparece en la cuarta temporadas, en el episodio titulado "Odnu!", con la voz de Troy Baker donde se revela que vive en Hollywood y que es el mentor oficial de Chico Bestia.
- Blue Devil aparece en Justice League Action.

#### Acción en vivo
- Se alude a Blue Devil en los espectáculos que tienen lugar en Arrowverso: 
  - Un póster de la película Blue Devil se ve en un autobús de Starling City en el episodio de Arrow, "Time of Death".
  - Se puede ver un póster de la película Blue Devil 2 - Hell to Pay en un cine visitado por Barry Allen e Iris West en el episodio de The Flash, "Cosas que no puedes superar".
- Blue Devil se menciona en Gotham, pero en su lugar aparece como un apodo para la droga de hongos alucinógenos, Psilocybe Arkrescens en el episodio "Wrath of the Villains: Mad Grey Dawn".
- Daniel Cassidy hace su debut de acción real en la serie Swamp Thing de DC Universe, interpretado por Ian Ziering.[9] Esta versión hizo un trato con Phantom Stranger que deja al primero atrapado en Marais, Luisiana. Luego de una aparición menor en el episodio "Worlds Apart", Cassidy visita a Madame Xanadu en el episodio "He Speaks" para expresar su deseo de dejar Marais y aprende de ella que se avecina un cambio. En el episodio "Drive All Night", Daniel intenta dejar Marais, pero su brazo estalla en llamas azules en la frontera y termina en coma. En "El precio que pagas", Cassidy recuerda el trato que hizo antes de que Jason Woodrue lo despertara mientras experimentaba con él. En "La lección de anatomía", Cassidy se recupera y se convierte en Blue Devil para salvar a Abby Arcane y Liz Tremayne del equipo de seguridad de Cónclave después de que Phantom Stranger le muestra los eventos en una visión. En "Loose Ends", Cassidy puede dejar Marais.

### Varios
- En la continuidad del cómic de Teen Titans Go! # 23 Blue Devil aparece en la página 15.
- En la adaptación del cómic de Liga de la Justicia Ilimitada, Blue Devil es el personaje destacado del número 25.

### Juguetes
- Blue Devil fue la sexta figura lanzada en la decimotercera ola de la línea DC Universe Classics. Aparece con su traje habitual y su accesorio es su tridente.